# 内田篤呉
内田 篤呉（うちだ とくご、1952年 - ）は、日本の美術史家。MOA美術館・箱根美術館館長。
1952年東京都生まれ。東京都立小山台高等学校、慶應義塾大学商学部卒業。専門は日本工芸史。2007年「光悦光琳蒔絵の特質とその系譜」で慶應義塾大学より博士（美学）の学位を取得。九州大学客員教授及び東京藝術大学、武蔵野美術大学、お茶の水女子大学大学院、慶應義塾大学、沖縄県立芸術大学非常勤講師を務める。公益社団法人日本工芸会常任理事、文部科学省文化審議会、世界文化遺産・無形文化遺産委員、静岡県文化審議会委員、経済産業省産業構造審議会などの各種委員を歴任。

## 著書
- 『近代日本の漆工芸』京都書院 1985
- 『塗物茶器の研究 茶桶・薬器・棗』淡交社 2003
- 『硯箱の美 蒔絵の精華』淡交社 2006 茶道文化学奨励賞
- 『光琳蒔絵の研究』中央公論美術出版 2011 平成23年度科学研究費補助金研究成果公開促進費(学術図書)
- 『信長とクアトロ・ラガッツィ　桃山の夢と幻＋杉本博司と天正少年使節が見たヨーロッパ』編著 東京美術 2018

### 監修・共著
- 『手箱』駸々堂 1999
- 『茶道学体系』第5巻（分担執筆）淡交社 2000
- 『漆工辞典』編集委員・項目執筆 角川学芸出版 2012
- 『光琳ART 光琳と現代美術』監修 MOA美術館編 KADOKAWA 2015
- 『もっと知りたい本阿弥光悦 生涯と作品』玉蟲敏子,赤沼多佳共著 東京美術 アート・ビギナーズ・コレクション 2015
- 『光悦―琳派の創始者』分担執筆 宮帯出版 2015
- 『工藝2020 自然と美のかたち』共著 青幻舎 2020